# La alondra (obra de teatro)
La alondra (L'Alouette) es una obra de teatro escrita por el autor francés Jean Anouilh y estrenada en 1953.

## Argumento
La obra se centra en el juicio, condena y ejecución de Juana de Arco. Durante el proceso, Juana recuerda los momentos más importantes de su vida. Sin embargo, cuando la hoguera ya se ha prendido, el obispo de Beauvais, Pierre Cauchon, se da cuenta de que la condenada no ha relatado el proceso que llevó a la coronación de Carlos VII de Francia y ordena que se extinga el fuego. Para su mala suerte, Juana ya había muerto.

## Representaciones destacadas
Théâtre Montparnasse, París (Estreno, 15 de octubre de 1953).
- Dirección: Roland Piétri
- Elenco: Suzanne Flon (Juana), Marcel André (Cauchon), Michel Etcheverry (Inquisidor), Michel Bouquet (Carlos VII).

Teatro Español, Madrid, 1954.
- Adaptación: José Luis Alonso Mañés.
- Dirección: José Tamayo.
- Decorados: Sigfrido Burmann.
- Elenco: Mary Carrillo (Juana), Guillermo Marín (Cauchon), Adolfo Marsillach, Juanjo Menéndez, Társila Criado, Amparo Soler Leal, José Luis Pellicena, Lola Lemos.

Teatro Liceo, Buenos Aires, 1954
- Dirección: Luisa Vehil-Juan Vehil
- Elenco: Antonia Herrero, Paquita Vehil, Alberto Bello, Fernando Labat, Rafael Salvatore, Marcos Zucker, Antonio Testa, Enrique Chaico, Cayetano Biondo, etc

Longacre Theatre, Broadway, 1955. (The Lark)
- Adaptación: Lillian Hellman
- Dirección: Joseph Anthony
- Música: Leonard Bernstein
- Elenco: Julie Harris (Juana), Boris Karloff (Cauchon), Joseph Wiseman (Inquisidor), Christopher Plummer (Warwick), Theodore Bikel (Robert de Beaudricourt).

Teatro Salón Cervantes, Alcalá de Henares, 1994.
- Dirección: Esteve Polls.
- Intérpretes: Karmele Aramburu (Juana), Jaime Blanch, Enrique Ciurana, Juan José Otegui y Antonio Iranzo.

En España, se emitió en 1969 en Estudio 1 de TVE una versión dirigida por Gustavo Pérez Puig e interpretada por Concha Velasco, Carlos Larrañaga y Juanjo Menéndez. En la emisión del 29 de enero de 1971 del mismo programa, se vio la obra interpretada por Ana María Vidal, Manuel Galiana, José Calvo, Mayrata O'Wisiedo, Alicia Hermida, Mónica Randall, Carlos Lemos, Emiliano Redondo, Carlos Ballesteros, Francisco Merino, Tomás Blanco, Mario Álex y Jacinto Martín. 